# Föhren

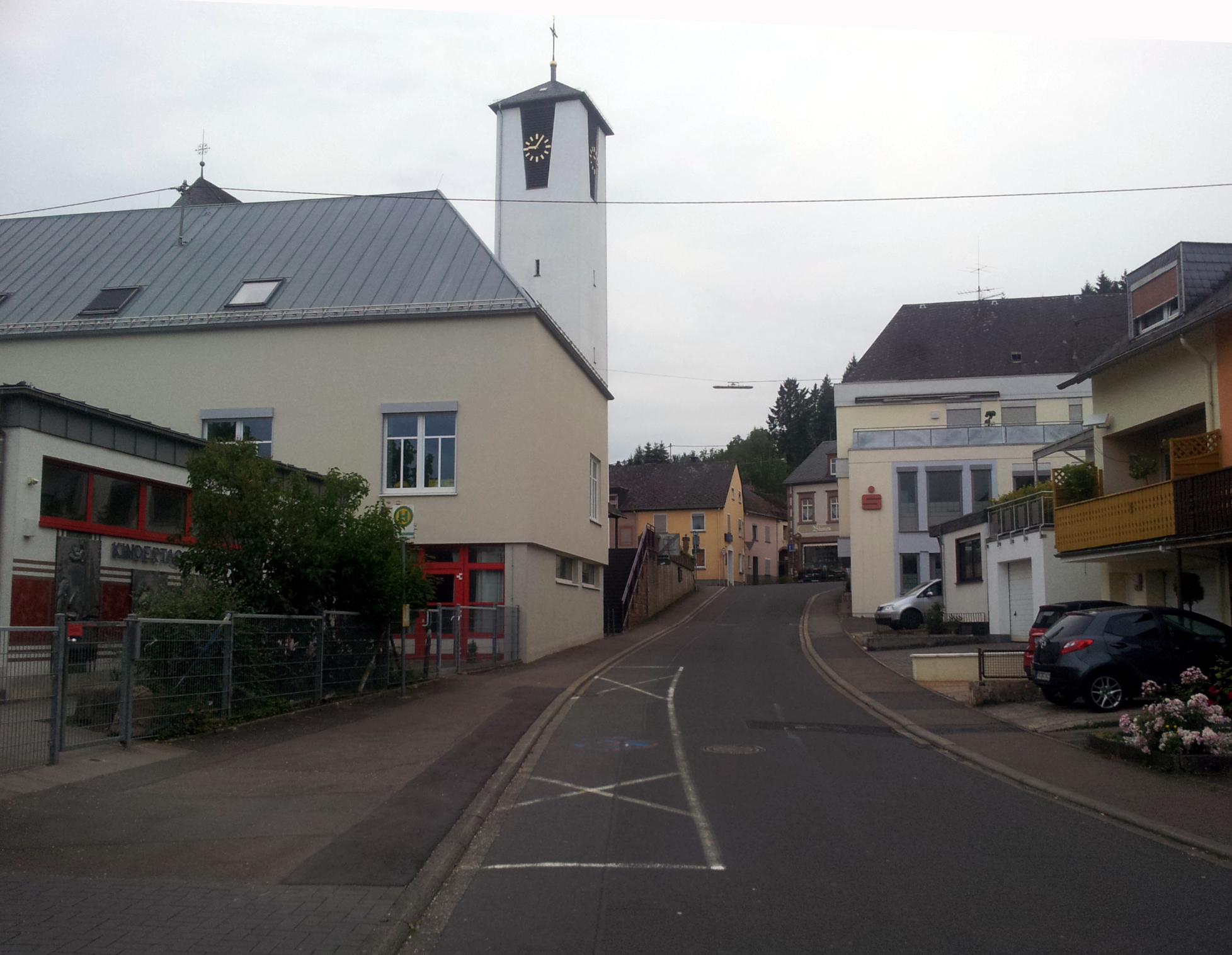
Föhren, Bachstraße

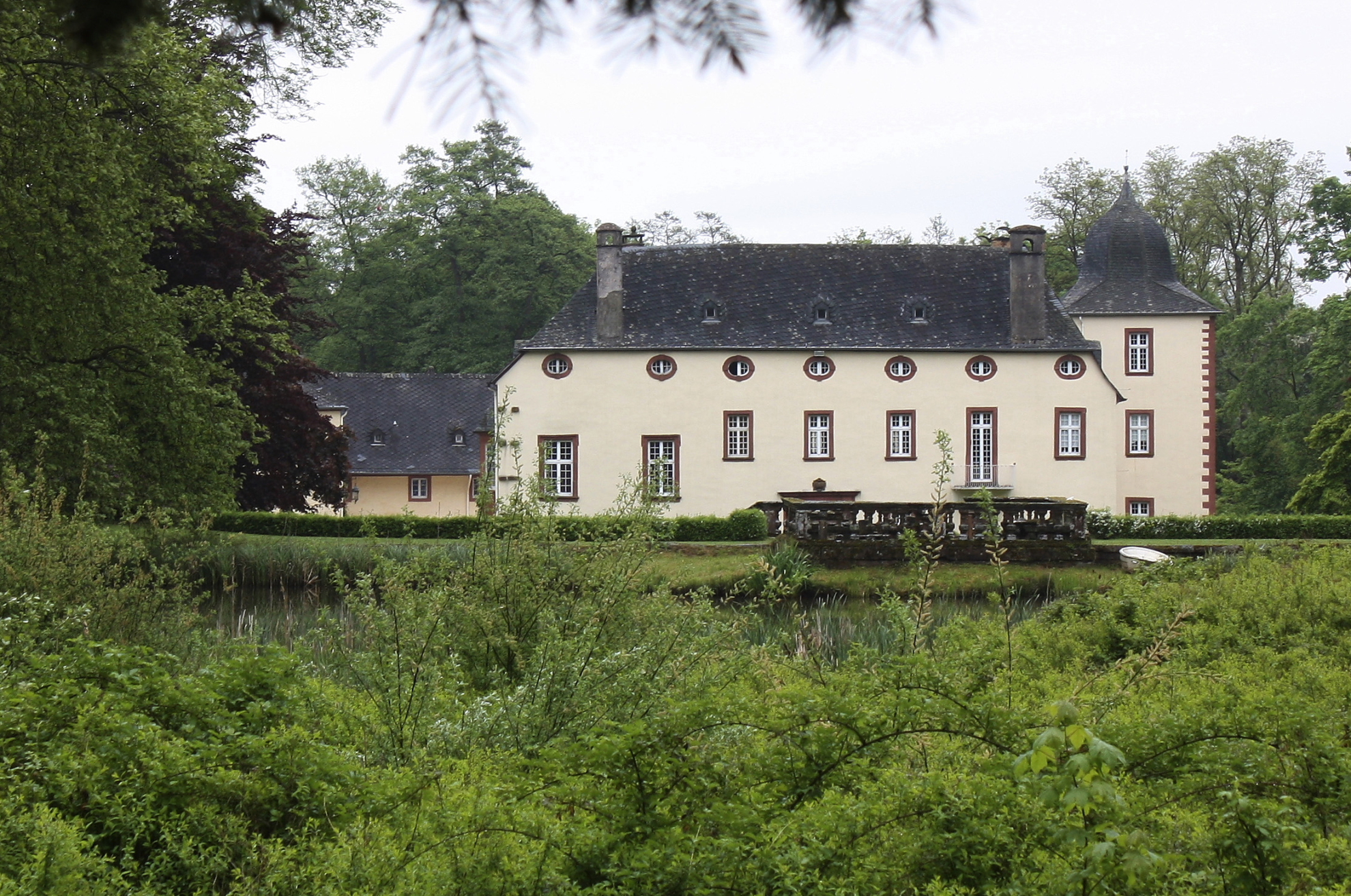
Schloss Föhren

Föhren am Meulenwald ist eine Ortsgemeinde im Landkreis Trier-Saarburg in Rheinland-Pfalz. Sie gehört der Verbandsgemeinde Schweich an der Römischen Weinstraße an und ist nach der Stadt Schweich deren größte Gemeinde. In Föhren ist der Flugplatz Trier-Föhren ansässig.

## Geographie
Föhren liegt im Bereich der Wittlicher Senke und wird südöstlich durch die „Föhrener Heide“ (Flugplatz Trier-Föhren) und nordwestlich durch den Meulenwald begrenzt.
Zu Föhren gehören auch die Wohnplätze Hochkreuz und Terneshof.

## Politik

### Gemeinderat
Der Ortsgemeinderat in Föhren besteht aus 20 Ratsmitgliedern, die bei der Kommunalwahl am 9. Juni 2024 in einer personalisierten Verhältniswahl gewählt wurden, und der ehrenamtlichen Ortsbürgermeisterin als Vorsitzender.
Die Sitzverteilung im Ortsgemeinderat:
| Wahl | SPD | CDU | WGR * | Gesamt   |
| ---- | --- | --- | ----- | -------- |
| 2024 | 5   | 8   | 7     | 20 Sitze |
| 2019 | 7   | 9   | 4     | 20 Sitze |
| 2014 | 7   | 7   | 6     | 20 Sitze |
| 2009 | 8   | 6   | 6     | 20 Sitze |
| 2004 | 9   | 7   | 4     | 20 Sitze |

### Bürgermeister
Rosi Radant (CDU) wurde 2014 Ortsbürgermeisterin von Föhren. Bei der Direktwahl am 26. Mai 2019 wurde sie mit einem Stimmenanteil von 64,25 % und am 9. Juni 2024 als einzige Bewerberin mit 61,2 % für jeweils weitere fünf Jahre in ihrem Amt bestätigt.
Radants Vorgänger Jürgen Reinehr (SPD) hatte das Amt 25 Jahre ausgeübt, war 2014 aber nicht erneut angetreten.

### Wappen
Wappenbeschreibung: Schild von eingebogener erniedrigter goldener Spitze, darin ein roter Brennofen mit silbernem Ofenloch, gespalten; vorne in Blau ein goldenes Buch, belegt mit schwarzem Hochkreuz, hinten in Silber ein roter Drache.
Begründung: Das goldene Buch ist ein Attribut des örtlichen Kirchenpatrons St. Bartholomäus. Es ist überliefert in einem „Sigill Paroche Eccl. S. Bartholomäi“ (Abdruck 1787 im Bistumsarchiv Trier). Der rote Drache ist das Familienwappen der Reichsgrafen von Kesselstatt, die seit 1446 bis in die napoleonische Zeit als Lehnsleute der Kurfürsten von Trier Ortsherren von Föhren waren. Der Brennofen ist ein redendes Zeichen; der Ortsname „Föhren“ ist auf den römischen Ausdruck „Furnus“ = Brennofen (für Töpferwaren) oder Schmelzofen (für Rasenerze oder Kupfer) zurückzuführen.

### Gemeindepartnerschaften
Mit der französischen Gemeinde Monéteau in der Region Bourgogne-Franche-Comté besteht eine Gemeindepartnerschaft.

## Sehenswürdigkeiten
- Schloss Föhren
- Katholische Pfarrkirche St. Bartholomäus
- Zehntscheune
- „Dicker Herrgott“[9]
- Heimatmuseum und „Alte Backscheier“
- Viezkelterstation
- Grabmal des Primulus
- Solarkraftwerk IRT mit 8,4 MWp (Spitzenleistung)
- Die landesweit mächtigste Europäische Lärche befindet sich im Föhrener Wald.

Siehe auch: Liste der Kulturdenkmäler in Föhren

## Veranstaltungen
Jedes Jahr im August findet die Bartholomäus-Kirmes in Föhren statt. Die Kirmes erstreckt sich über vier Tage von Freitag bis Montag. Das Wochenende, der Kirmes entscheidet sich nach dem Tag des hl. Bartholomäus, dem 24. August. Liegt dieser an einem Mittwoch oder später in der Woche, findet die Kirmes am Wochenende danach statt, ansonsten am Wochenende davor.

## Wirtschaft und Verkehr
Zwischen Föhren und Hetzerath (Eifel) liegt der Industriepark Region Trier.
Föhren hat eine eigene Anschlussstelle (#128) im Verlauf der A 1.
Außerdem liegt der Bahnhaltepunkt Föhren an der Moselstrecke (Koblenz–Trier).
Er wird von folgenden Linien bedient:
| Linie                | Bezeichnung     | Zuglauf | Taktfrequenz    |
| -------------------- | --------------- | --- | --------------- |
| RE 1                 | Südwest-Express | Koblenz – Cochem – Bullay (DB) – Wittlich – Föhren – Trier – Saarlouis – Völklingen – Saarbrücken – Homburg – Kaiserslautern | ein Zug Mo – Sa |
| RE 11                | De-Lux-Express  | Koblenz – Cochem – Bullay (DB) – Wittlich – Föhren – Trier – Wasserbillig – Sandweiler-Contern – Luxemburg                   | ein Zug Mo – Sa |
| RB 81                | Moseltal-Bahn   | Koblenz – Cochem – Bullay (DB) – Wittlich – Föhren – Trier                                                                   | 60 min          |
| RB 82                | Elbling-Express | (Wittlich – Föhren –) Trier – Konz Mitte – Wellen – Perl                                                                     | einzelne Züge   |
| RB 83                | De-Lux-Bahn     | Wittlich – Föhren – Trier-West – Wasserbillig – Munsbach – Wecker – Sandweiler-Contern – Luxemburg                           | 60 min Mo – Sa  |
| Stand: 22. März 2025 |                 | |                 |

Die Linien RE 1 und RE 11 verkehren zwischen Koblenz und Trier in Doppeltraktion und werden in Trier geflügelt.

## Persönlichkeiten
- Jan Thielmann (* 2002), Fußballspieler